# Liste der Pfarren im Dekanat Haugsdorf
Das Dekanat Haugsdorf ist ein ehemaliges Dekanat im Vikariat Unter dem Manhartsberg der römisch-katholischen Erzdiözese Wien.

## Pfarren mit Kirchengebäuden und Kapellen
| Ort                     | Ink.                            | Seit               | Patrozinium                        | Kirchengebäude und Kapellen                                                                                      |                              |
| Alberndorf im Pulkautal | Melk (OSB)                      | 1783               | Hl. Laurenz                        | Pfarrkirche Alberndorf im Pulkautal                                                                              | Pfarrkirche Alberndorf       |
| Hadres                  |                                 | vermutlich um 1100 | Hl. Michael                        | Pfarrkirche Hadres                                                                                               | Pfarrkirche Hadres           |
| Haugsdorf               | Melk (OSB)                      | 1319               | Hll. Peter und Paul                | Pfarrkirche Haugsdorf                                                                                            | Pfarrkirche Haugsdorf        |
| Jetzelsdorf             | Göttweig (OSB)                  | 1784               | Mariä Himmelfahrt und Hl. Benedikt | Pfarrkirche Jetzelsdorf                                                                                          | Pfarrkirche Jetzelsdorf      |
| Mailberg                | Souveräner Malteserorden (OMel) | um 1130            | Hl. Johannes der Täufer            | Schlosskirche Mailberg                                                                                           | Pfarrkirche Mailberg         |
| Obritz                  |                                 | 1783               | Mariä Himmelfahrt                  | Pfarrkirche Obritz                                                                                               | Pfarrkirche Obritz           |
| Pfaffendorf             | Göttweig (OSB)                  | 1289               | Hl. Georg                          | Pfarrkirche Pfaffendorf Kirche in Peigarten, Kapelle in Pernersdorf, Kapelle in Karlsdorf, Kapelle in Ragelsdorf | Pfarrkirche Pfaffendorf      |
| Seefeld                 |                                 | 1254               | Hl. Anna                           | Pfarrkirche Seefeld Schlosskapelle Seefeld                                                                       | Pfarrkirche Seefeld          |
| Untermarkersdorf        | Melk (OSB)                      | 1783               | Hl. Ägidius                        | Pfarrkirche Untermarkersdorf                                                                                     | Pfarrkirche Untermarkersdorf |

## Dekanat Haugsdorf
Das Dekanat umfasst 9 Pfarren im Weinviertel im nördlichen Niederösterreich mit ca. 6.100 Katholiken.
Diözesaner Entwicklungsprozess
Am 29. November 2015 wurden für alle Pfarren der Erzdiözese Wien Entwicklungsräume definiert. Die Pfarren sollen in den Entwicklungsräumen stärker zusammenarbeiten, Pfarrverbände oder Seelsorgeräume bilden. Am Ende des Prozesses sollen aus den Entwicklungsräumen neue Pfarren entstehen. Das Dekanat Haugsdorf bildet einen Entwicklungsraum mit zwei Subeinheiten:
- Subeinheit 1: Hadres, Mailberg, Obritz, Seefeld und Untermarkersdorf
- Subeinheit 2: Alberndorf im Pulkautal, Haugsdorf, Jetzelsdorf und Pfaffendorf